# 尺所
尺所（しゃくそ）は、岡山県和気郡和気町にある大字である。同町の町役場所在地で、旧和気町時代も役場所在地であった。かつての和気郡尺所村にあたる。
郵便番号は〒709-0422（和気郵便局管区）。

## 概要
町の中部、金剛川南岸の地区である。町の北をすぐ東から西に金剛川が流れ、その川沿いから南方の山地から北側へ延びた丘陵地までの間にあり、全域が平地となっている。
隣接の福富・衣笠とともに旧・本荘町の中核をなし、金剛川対岸の旧和気町の和気と金剛川を挟んだ市街を形成、和気町域の中核をなしている。

## 沿革
古代においては、備前国邑久郡の一部であったが、邑久郡・赤坂郡より分割・統合され藤野郡ができるとその一部となった後、『続日本紀』に神護景雲3年（769年）12月に藤野郡に代わり和気郡が成立とあり、同郡の一部となる。『和名抄』に載る和気郡新田郷（尓布多郷）の一部だとされ、古代の山陽道の駅がおかれた。その後、これに由来し駅所村と称していたが、中世になって尺所村に改めたといわれる。
対岸の大田原とははじめ地続きで尺所村の内にあり、金剛川は尺所の南方を迂回するように流れていたといわれる。天正年間に金剛川が洪水で現在の流路へ流れを変え、尺所と大田原の間を流れるようになったとされ、尺所村から大田原が分離され、同村の枝村になった。また、尺所の内に下馬という集落があり、対岸の由加神社の馬場先で下乗下馬の制札の立っていたところといわれる。この地も金剛川が同神社との中間を流れるように変わったので地名だけが尺所内に残った。
『吉備温故』には、岡山京橋まで7里、高237石3斗、田畑222町3反1畝1歩、家数76、男女416人、池1ヶ所とある。
1889年（明治22年）6月1日、同郡福富村・衣笠村など5村と合併して本荘村を置き、大字尺所となる。1950年（昭和25年）4月1日に町制実施し本荘町に、1953年（昭和28年）4月1日の旧和気町との合併で和気町の大字となる。

## 地勢
河川
- 金剛川

## 主要施設
公的施設
- 和気町役場
- 和気町立図書館

教育施設
- 岡山県立和気閑谷高等学校

医療・福祉施設
- デイ・ケアひまわり
- 平病院居宅介護支援事務所

金融機関
- 備前日生信用金庫

一般企業・商店
- 中電工
- 延藤製麺所

## 交通
道路
- 国道374号
- 岡山県道263号
- 岡山県道395号

鉄道
- 西日本旅客鉄道（JR西日本）
  - 山陽本線：和気駅 - 福富・衣笠に跨がる。主要部は福富側。

旧街道
- 片上往来